# Eryngium heterophyllum
Eryngium heterophyllum là một loài thực vật có hoa trong họ Hoa tán. Loài này được Engelm. mô tả khoa học đầu tiên năm 1848.